# Adam Cole (narciarz)
Adam Cole (ur. 15 sierpnia 1982) – amerykański narciarz alpejski, złoty medalista mistrzostw świata juniorów.

## Kariera
Po raz pierwszy na arenie międzynarodowej Adam Cole pojawił się 11 grudnia 1998 roku w Loveland, gdzie w zawodach FIS Race zajął 39. miejsce w slalomie. W 2002 roku brał udział w mistrzostwach świata juniorów w Tarvisio, gdzie zwyciężył w zjeździe. W zawodach tych wyprzedził bezpośrednio Austriaka Mario Scheibera oraz Aksela Lunda Svindala z Norwegii. Na tej samej imprezie zajął także szóste miejsce w supergigancie, a rywalizacji w slalomie nie ukończył. W zawodach Pucharu Świata zadebiutował 6 marca 2002 roku w Altenmarkt, zajmując 25. miejsce w zjeździe. Tym samym już w swoim debiucie wywalczył pierwsze pucharowe punkty. Były to jednak jego jedyne punkty w zawodach tego cyklu. W klasyfikacji generalnej sezonu 2001/2002 zajął ostatecznie 139. miejsce. Nie startował na mistrzostwach świata ani igrzyskach olimpijskich.

## Osiągnięcia

### Mistrzostwa świata juniorów
| Miejsce | Dzień     | Rok  | Miejscowość | Konkurencja | Czas biegu  | Strata  | Zwycięzca    |
| ------- | --------- | ---- | ----------- | ----------- | ----------- | ------- | ------------ |
| 1.      | 27 lutego | 2002 | Tarvisio    | Zjazd       | 1:26,85 min | -       | -            |
| 6.      | 28 lutego | 2002 | Tarvisio    | Supergigant | 1:25,02 min | +0,88 s | Peter Fill   |
| DSQ1    | 2 marca   | 2002 | Tarvisio    | Slalom      | 1:30,46 min | -       | Steven Nyman |

### Puchar Świata

#### Miejsca w klasyfikacji generalnej
- sezon 2001/2002: 139.

#### Miejsca na podium w zawodach
Cole nie stawał na podium zawodów PŚ.